# Grímr Geitskór
Grímr Geitskór est un islandais connu pour avoir sélectionné le site des Þingvellir comme lieu de réunion de l'Althing, le parlement islandais fondé en 930.

## Biographie
Peu avant l'an 930, les chefs islandais de thing de Kjalarnes ont décidé d'envoyer le beau-frère de Grímr, Úlfljótr, en Norvège dans le but d'étudier la loi du Gulaþing et de l'adapter pour l'Islande dans le but de créer l'Alþing. Pendant ce temps, Grímr Geitskór parcourut l'Islande pour trouver le lieu où séjournerait cette nouvelle assemblée, et porta son choix sur Bláskógar, dans le sud-ouest de l'île, où un fermier coupable de meurtre venait d'être condamné à céder ses terres en tant que propriété publique. Bláskógar prit le nom de Þingvellir (« les Plaines du Parlement »).